# 白癡公主
白癡公主（1991年7月3日—），本名戴平雅，臺灣新北市新莊區人，為網路紅人、YouTuber，身兼影片製作人、後製剪輯師、演員。2010年代初期以學校作品、搞笑二創卡通配音、成人頻道上馬賽克等題材為主，後以怪怪美少女形象，推出各種露臉系列影片。
白癡公主原有其他工作，非全職YouTuber，因此常遇到時間分配問題。曾羨慕別人周末出遊「我卻宅在電腦前剪片」，擔心被嗆「沒更新還出去玩！？」；不過調整心態後，現週末至少會留空檔休息、放鬆心情，讓工作效率更好。目前為臺灣第三多訂閱數的女性個人YouTuber。

## 頻道歷史
2010年10月27日，白癡公主在YouTube建立頻道。無心插柳的廣播配音大學作業，以誇張的成人話題作為笑點，影片上傳網路後被網友熱搜，意外爆紅引起討論，自2013年畢業後，開始製作更完整的網路影片企畫內容。之後以重新剪輯卡通、歌詞改編翻唱配上卡通畫面後，引發網友瘋狂分享，影片超過上百萬的觀看次數。

## 演出作品

### 迷你劇集
- 2017年CHOCO TV網路劇《菜鳥職劇場》[9]
- 2018年《高三症候群》飾 學務主任[10]
- 2022年《村裡來了個暴走女外科》飾 杏子[11]

### 電視劇
- 2020年 《梨泰院class》[來源請求]

### 長篇電影
- 2018年 《誰先愛上他的》飾演 17年前劇場演員[12]
- 2019年 《聖人大盜》[13]
- 2024年 《鬼天廈》[14]

### 音樂錄影帶
- 2021年 Leo王《消化不良》

### Yartist全明星運動大會
- 2019年 《Yartist全明星運動大會》[15]
- 2020年 《Yartist全明星運動大會》[16]

## 音樂作品
| 單曲 | 單曲資料                                                 | 曲目                                    |
| 1st  | 《我是白癡公主》 - 發行日期：2018年10月16日 - 語言：中文 | 曲目 1. 我是白癡公主 (Feat.小冰Lil Ice) |

## 外部連結
- 白癡公主的Facebook專頁
- 白癡公主的Instagram帳戶
- YouTube上的白癡公主頻道
- 白癡公主部落格[]
- 白癡公主在互联网电影资料库（IMDb）上的資料（英文）